# Torre di via Sant'Elisabetta
La torre di via Sant'Elisabetta si trova al numero civico 15 dell'omonima via, nella parte più antica del centro storico di Firenze, il nucleo della Florentia romana.
Della torre non si hanno notizie storiche, anche perché l'isolato del quale fa parte era l'unico della zona a non appartenere ad alcuna consorteria familiare.
Al pian terreno la torre presenta un paramento murario a grosse bozze di pietraforte, e un grande portale rettangolare non originale. Ai piani superiori le pietre si fanno via via più piccole fino a diventare il tipico filaretto dell'edilizia medievale. Le aperture, una fila verticale di finestre rettangolari, non sono originali, ma grazie al paramento a vista è possibile vedere le sagome delle originali monofore. Quella al primo piano è particolarmente ampia e probabilmente veniva usata come accesso di sicurezza tramite scala, durante le lotte civili tra guelfi e ghibellini (XIII-XIV secolo). La seconda monofora ha un architrave monolitico e un piccolo arco di scarico.
L'ultimo piano è probabilmente ricostruito in epoca moderna, come anche la parte dell'abitazione a destra della torre, che ora fa parte del medesimo edificio.

## Altre immagini

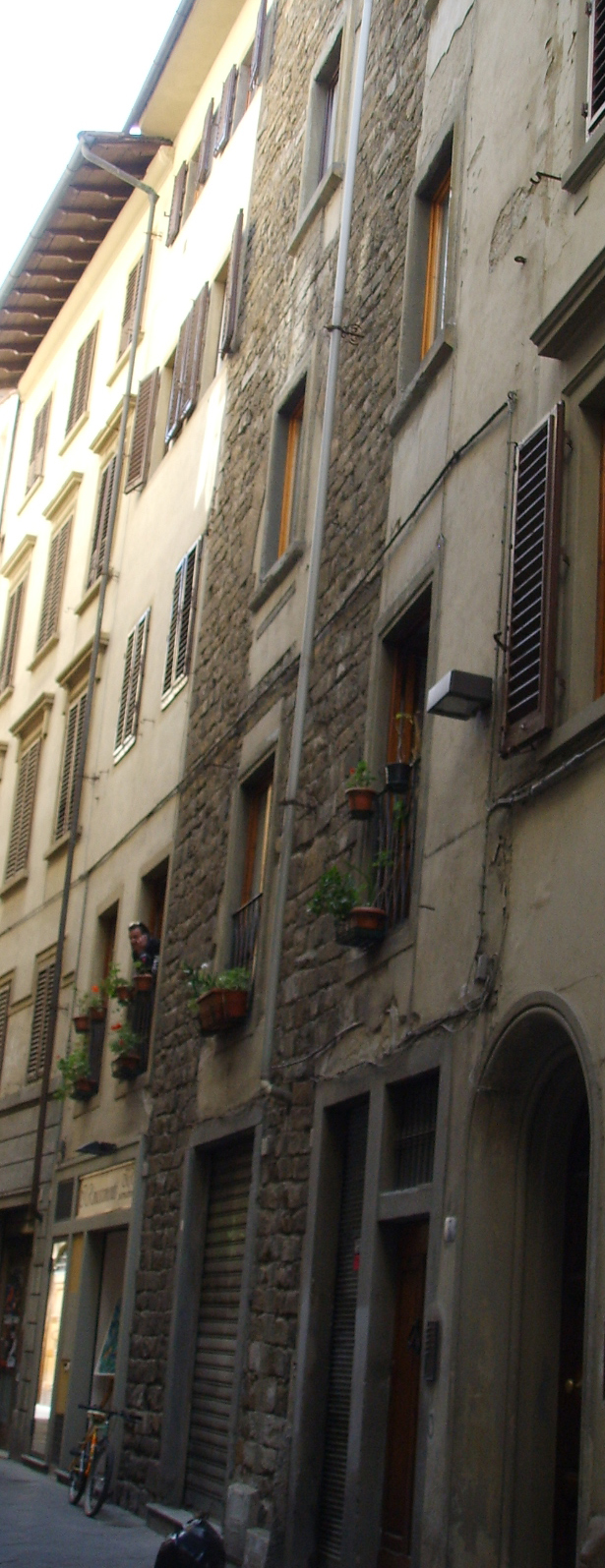
Veduta su via Sant'Elisabetta
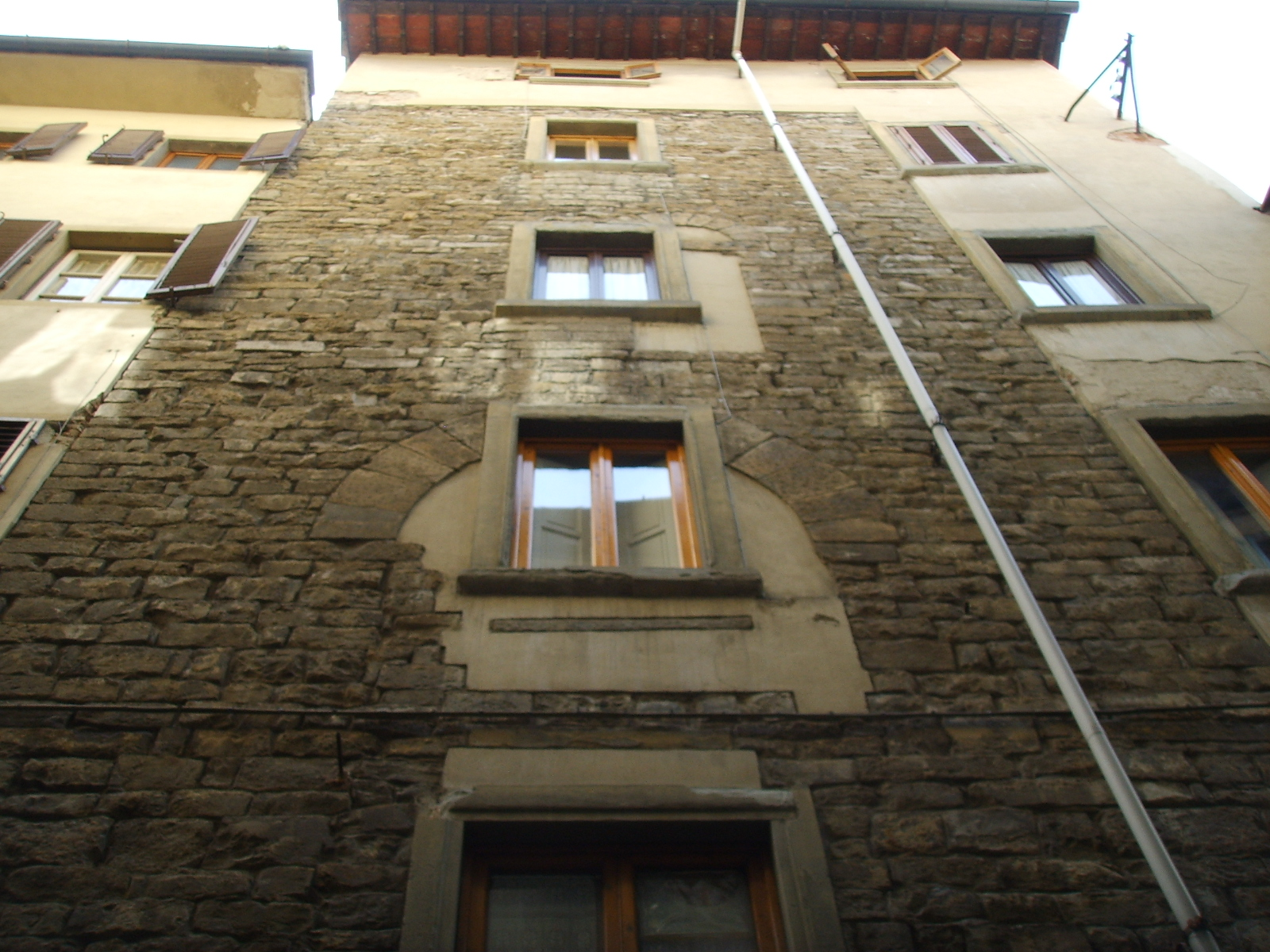
La parte superiore